# Afrectopius melanopygus
Afrectopius melanopygus är en stekelart som beskrevs av Heinrich 1967. Afrectopius melanopygus ingår i släktet Afrectopius och familjen brokparasitsteklar. Inga underarter finns listade i Catalogue of Life.